# Sveriges Släktforskarförbund
Sveriges Släktforskarförbund, SSf, är ett sammanhållande organ för den svenska släktforskarrörelsen, bildat 1986 i Göteborg.
Förbundet verkar för att sprida kännedom om släktforskningen som kulturfaktor, ideell rörelse och vetenskap. Sveriges Släktforskarförbund är en partipolitiskt obunden organisation, som verkar enligt vedertagna demokratiska principer. Högsta beslutande organ är den årliga riksstämman, där medlemsföreningarnas ombud har rösträtt. På stämman utses en styrelse (ordförande plus nio ledamöter) med uppgift att verkställa besluten.
Sveriges Släktforskarförbund driver släktforskarportalen Rötter och ger ut Släktforskarnas årsbok (Sveriges Släktforskarförbunds årsbok) och Släkthistoriskt forum. Förbundet har även utgivit nytryck av genealogiska skrifter, såsom "Den introducerade svenska adelns ättartavlor" av Gustaf Elgenstierna. Man publicerar även databaserna Sveriges befolkning, som innefattar folkbokföringsuppgifter om de personer som levde i Sverige ett visst år, och Sveriges dödbok med uppgifter om avlidna svenskar.
Enskilda personer kan inte längre bli medlemmar i SSf, som är ett förbund av släktforskarföreningar.

## Medlemsföreningar
Sveriges Släktforskarförbund har idag (2020) 162 anslutna medlemsföreningar.
- Dalarnas Släktforskarförbund
- Föreningen för datorhjälp i släktforskningen
- Genealogiska Föreningen
- Göteborgsregionens släktforskare
- Jämtlands lokalhistoriker och släktforskare
- Jönköpingsbygdens Genealogiska Förening
- Kalmar läns genealogiska förening
- KFV Släktforskarförening
- Kullabygdens Släktforskare
- Ovansiljans Släktforskare
- Person- och Lokalhistoriskt Forskarcentrum
- Upplands Släktforskarförening
- Värmlands Släktforskarförening
- Forskarföreningen Släkt och bygd

## Priser

### Victor Örnbergs hederspris
För en lista över mottagare av detta pris, se artikeln Victor Örnbergs hederspris.

### Släktforskarförbundets förtjänsttecken i guld
- 2022: Erland Ringborg[4]
- 2023: Fredrik Mejster[5]
- 2024: Göran Sparrlöf[6]
- 2025: Chris Bingefors[7]

### Genealogisk Ungdoms stipendium
- 2016: Donald Freij[8]
- 2019: Tobias Sundin[9]
- 2020: Föreningsarkivet i Jämtlands län[10]
- 2021: Staffan Betnér[11]
- 2023: Hilda Strömberg[5]
- 2024: Ragunda Hembygdsförening[12]
- 2025: Sara Lövestam[13]

### Årets eldsjäl
- 2011: Kullabygdens Släktforskare, Örjan Hedenberg & Anneli Andersson
- 2012: Göran Larsson
- 2013: Eivor Grafsund & Erland Eliasson
- 2014: Mats Johansson & Karl-Edvard Thorén
- 2015: Jonas Magnusson
- 2016: Björn Johansson
- 2017: Hans Högman
- 2018: Claes Westling
- 2019: Karl-Ingvar Ångström
- 2020: Mats Ahlgren
- 2021: Torgny Larsson
- 2022: Roy Ernered
- 2023: Åsa Hertzman och Linda Kvist[5]
- 2024: Projektgruppen bakom boken om Onsjö säteri och dess torpare (Anders Svensson, Lennart Järpler, Ingvar Ragnar, Monica Bryngelsson, Ove Käll, Stig-Åke Andersson och Lena Malmlöf Hummerhielm)
- 2025: Anna-Lena Hultman

### Årets släktforskningspublikation
- 2015: Johan Bures släktbok av Urban Sikeborg
- 2016: Doroteaborna 1935 av Lappmarkens Släkt- och bygdeforskare, och Sanning, skröna och muntlig tradition av Gunnar Dahl
- 2017: Östanbäcksfolket av Ulla Thorsell Östlund
- 2018: Ätten Stenfelt – en mångfasetterad släktkrönika av Stenfeltska släktföreningen
- 2019: Andrarums socken: Invånarna, med gårdar och torp, under 300 år av Gert Lagerstedt
- 2021: Piteborgare av Pitebygdens forskarförening
- 2022: Det gamla trädet med Odqvistar av Malin Älmegran
- 2023: Sjöfarare och superkargörer av LarsOlof Lööf.[5]
- 2024: Kvek av Charlotta Medin
- 2025: Fängslade öden. Tjuvar och bedragare i 1800-talets Sverige av Bonnie Clementsson

### Årets pris för ökning av medlemsantal
- 2017: DIS-Filbyter (+161 medlemmar) och Kiruna Forskarförening (ca 56 %)
- 2018: DIS-Filbyter (+93 medlemmar) och Forskarföreningen Släkt och bygd i Bollnäs (ca 47 %)
- 2019: Hallands Släktforskarförening (+226 medlemmar) och Herrljunga Släktforskare (+52,4 %)
- 2020: DISFilbyter (+74 medlemmar) och Finnerödja-Laxå Släktforskarklubb (+69,8 %)
- 2021: Hallands Släktforskarförening (+78 medlemmar) och Enecopia Släktforskarförening (+27,1 %)
- 2022: Hallands Släktforskarförening (+103 medlemmar) och Åmåls Släktforskare (+112 %)
- 2023: Stor Stockholms släktforskarförening (+160 medlemmar) och Herrljunga Släktforskare (+87,5 %)[5]
- 2024: StorStockholms Släktforskarförening (+210 medlemmar) och Härjedalens Släktforskarförening (+38 %)
- 2025: StorStockholms Släktforskarförening (+125 medlemmar) och Blekinge Släktforskarförening (+31,5 %)

### Årets NÅDD-registrerare
- 2017: Agneta Tuulaniemi, Västerås
- 2018: Skövde Släktforskarförenings registrerargrupp (ledd av Christina Helmby)
- 2019: Ellesiv Pettersson, Uppsala
- 2020: Ulf Hedberg, Rockville, Maryland, Usa
- 2021: Siv Börjesson, Malmö
- 2023: Disa Eriksson och Janne Högdin[5]
- 2024: Kim Lindgren
- 2025: Christer Hammarström, Forshaga

### Årets gravstensinventerare
- 2017: En grupp inom Hallands Släktforskarförening (ledd av Siv Bergenek)
- 2018: Pierre Nilsson, Tumba
- 2019: Anders Svensson, Nässjö
- 2020: Adam Karlsson, Oskarshamn
- 2021: Laila Hurtig, Angered

### Årets anbytare
- 2017: Christina Helmby, Skövde
- 2018: Åke Carlsson, Vällingby, och Eva Dalin, Limhamn
- 2019: Kenneth Bergman och Margareta Danielsson
- 2020: Maud Svensson, Solna
- 2021: Kristina Gunnarsdotter
- 2023: Markus Gunshaga och Kalle Birgersson[5]
- 2024: Kristina Rylander
- 2025: Leif Lundkvist

### Hedersdiplom (utdelades t.o.m. 2016)
- 2000: Guno Haskå, Victor Magnusson, Kaj-Gunnar Nilsson
- 2001: Anna-Lisa Berglund, Harry Hjertqvist, Ulla Sköld
- 2002: Erik Thorell, Allan Grund, Bertil Haslum, Carl-Gösta Gyllenswärd, Krister Lagerswärd
- 2003: Margareta Hasselgren, Tore Lantz
- 2004: Anna-Stina Strandin Freij, Sven Andersson, Lars Blomberg
- 2005: Anderz Berg, Helmer Danielsson, Holger Kanth, Lars Oswald, Nils Mareilius
- 2006: Lars-Gunnar Sander, Britta Ulander, Sven Johansson, Anna-Stina Bäckström Gustafsson
- 2007: Anna-Stina Wettesten, Rolf Nilsson, Gun Enwall-Larsson, Greta Tordengren, Barbro Behrendtz
- 2008: Rune Kronkvist, Björn-Åke Petersson
- 2009: Isa Kilsbo, Chris Henning
- 2010: Sture Bjelkåker, Henrik Karlsson, Lars Otto Berg, Weimar Sjöstedt, Annika och Lennart Lindqvist
- 2011: Hilding Jacobsson, Börje Gustafsson, Gunnar Jonsson
- 2012: Ingemar Rosengren, Bernth Lindfors, Birgitta Larhm
- 2013: Helge Svantesson, Hans Tjus, Elsa och Per Anders Hörling
- 2014: Tord Andåsen, Sven Olby, Reine Björkman, Charlotte Börjesson
- 2015: Sven Johansson, Stig Geber, Hans Hanner
- 2016: Robert Hammarstedt, Ingalena Marthin, Lars-Olof Nordesjö, Guy Persson

### Övriga utmärkelser
- Årets arkiv
  - 2005: Jönköpings stadsarkiv
  - 2006: Stockholms stadsarkiv
- Årets bibliotek
  - 2006: Mora folkbibliotek
- Årets upplysare
  - 2015: Roland Classon